# 알데알포소

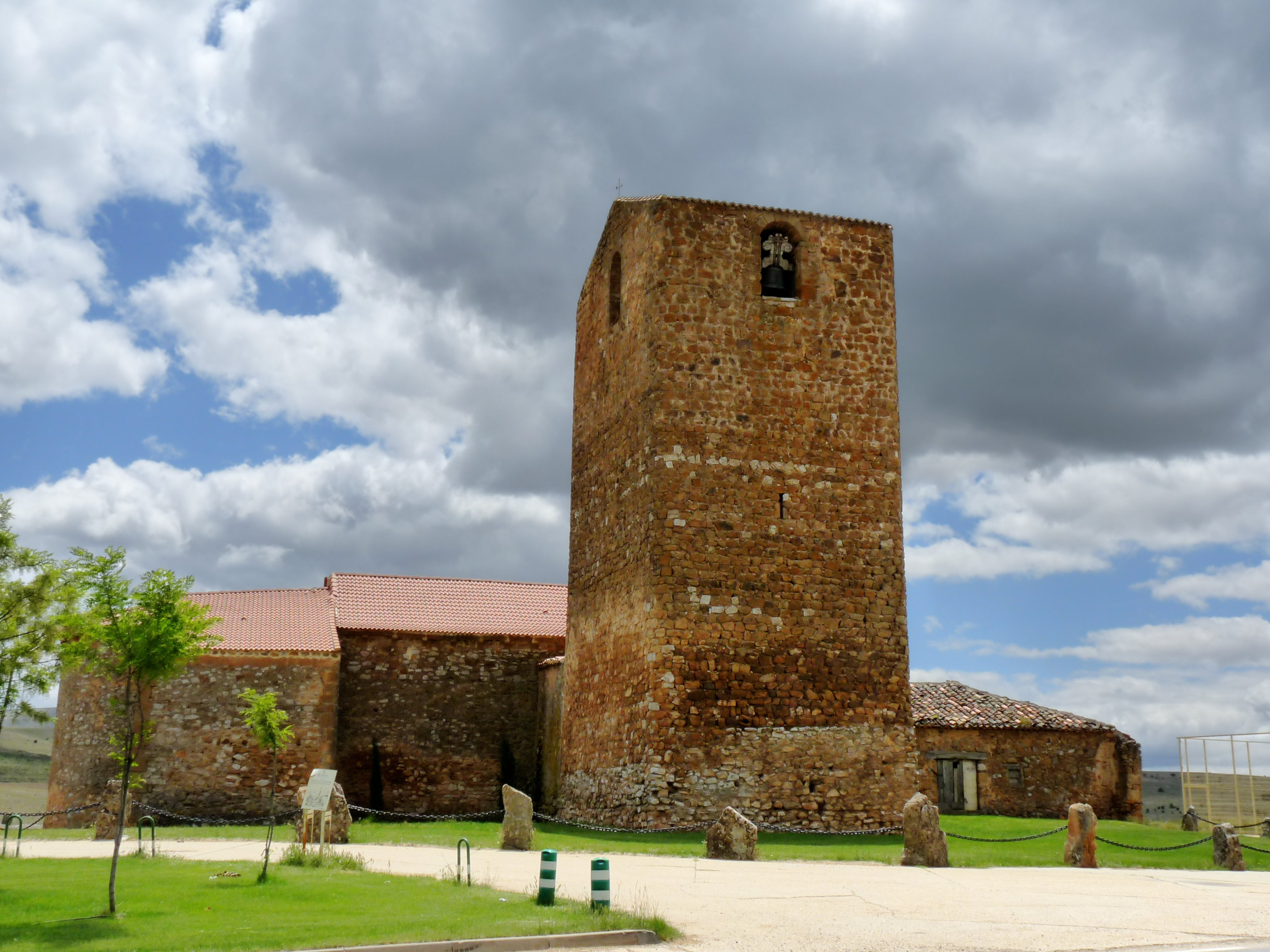

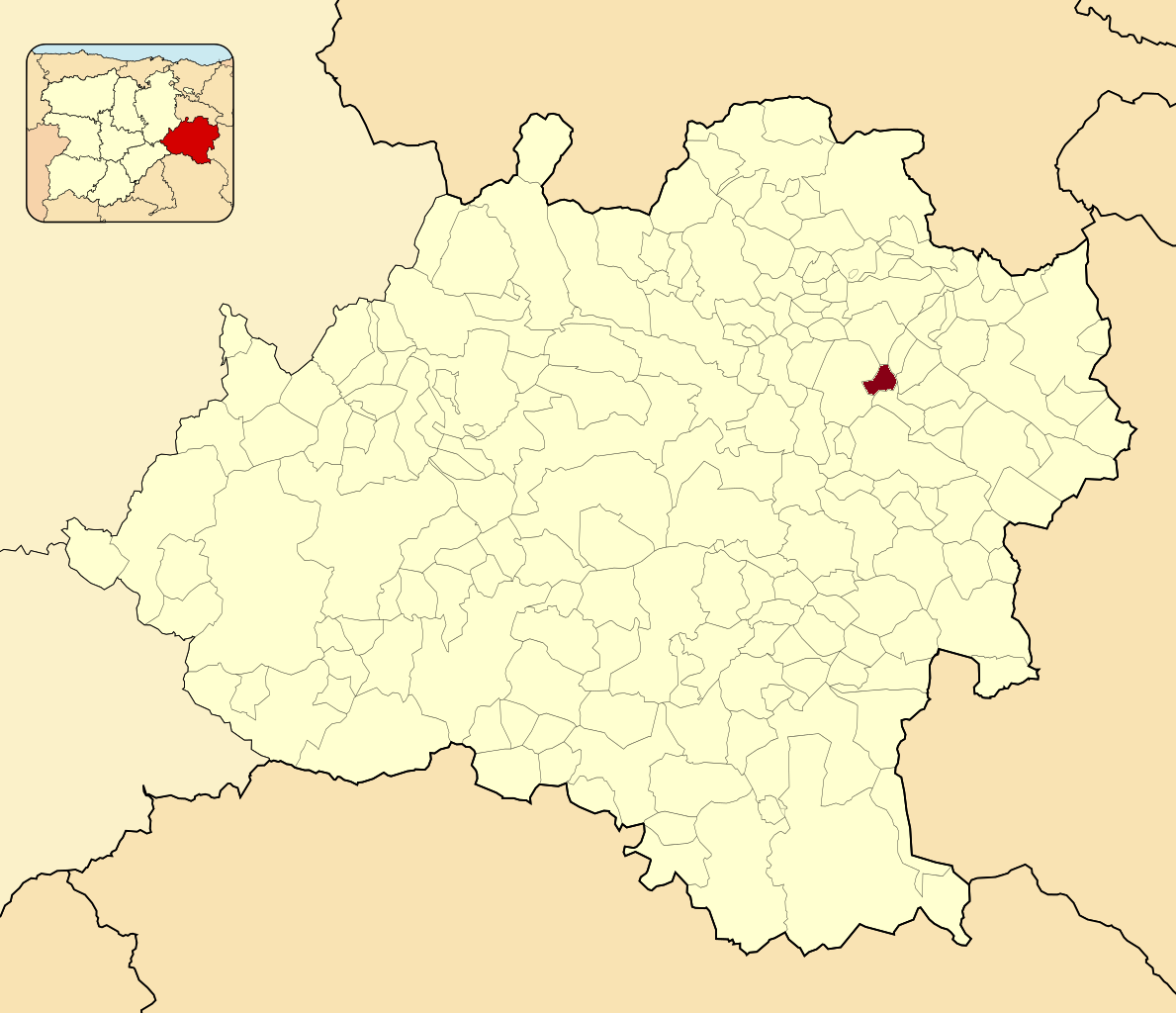
소리아도에서의 위치

알데알포소(Aldealpozo)는 스페인 카스티야이레온주 소리아도에 위치한 지방 자치체이다. 2018년 기준으로 이 지역의 인구 수는 18명이다. 총 면적은 11.87 km2이며 고도는 1,053미터이다.